# Meter per seconde
Meter per seconde is een afgeleide SI-eenheid voor snelheid. Het symbool is m/s, of equivalent, m.s−1, of m.s¯¹, of ㎧. Een snelheid van 1 m/s komt overeen met het afleggen van 1 meter in 1 seconde.

## Omrekenen
1 m/s ≡ 3,6 kilometer per uur (km/u).
Dit is 1 m/s x 3600 s / 1609,344 m = 2,23693629205… en komt ongeveer overeen met 2,24 Engelse mijl per uur (mph).
Dit is 1 m/s x 3600 s / 1852 m = 1,94384449244… en komt ongeveer overeen met 1,94 zeemijl per uur (knoop).
1 km/u = 1000/3600 m/s = 1/3,6 m/s = 5/18 m/s = 0,27777777777… m/s
Dus wanneer je van m/s naar km/u omrekent, moet je vermenigvuldigen met 3,6.
Wanneer je van km/u naar m/s omrekent, deel je door 3,6.

## Voorbeelden
| 10−8 m/s        | gemiddelde groeisnelheid van menselijk haar                                                                   |
| 0,00275 m/s     | wereldrecord-snelheid van de snelste slak ooit gemeten                                                        |
| 1 m/s           | een rustige menselijke wandelsnelheid                                                                         |
| 5 m/s           | ongeveer de menselijke fietssnelheid                                                                          |
| 30 m/s          | de snelheid die het snelste landdier, een jachtluipaard kan bereiken                                          |
| 332 m/s         | de standaard-geluidssnelheid in lucht bij een temperatuur van 273 K (0 °C).                                   |
| 533 m/s         | (Mach 1,6) de gemiddelde snelheid tijdens de snelste vlucht over de Atlantische Oceaan met de Concorde (1996) |
| 1000 m/s        | de snelheid van een typische geweerkogel ongeveer de topsnelheid van een sub-orbitaal ruimteschip             |
| 11.200 m/s      | de ontsnappingssnelheid (de minimale snelheid die een raket nodig heeft om los te komen) van de Aarde         |
| 29.800 m/s      | de snelheid waarmee de Aarde om de Zon draait                                                                 |
| 30.000.000 m/s  | snelheid van een elektron in een kathodestraalbuis                                                            |
| 299.792.458 m/s | de lichtsnelheid in vacuüm; tevens de hoogst mogelijke snelheid.                                              |

## Unicode teken
Het "meter per seconde" symbool is gecodeerd in Unicode als U+33A7 en geeft: ㎧.